# 20 Leonis Minoris
20 Leonis Minoris is een tweevoudige ster in het sterrenbeeld Leo minor met magnitude van +5,4 en met een spectraalklasse van G3.V en M6.5V. De ster bevindt zich 48,68 lichtjaar van de zon.